# Giovanni Messe

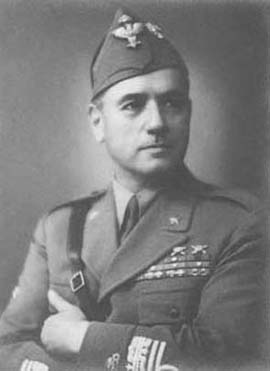
Maresciallo d'Italia Giovanni Messe

Giovanni Messe (Mesagne, 10 de dezembro de 1883 — Roma, 18 de dezembro de 1968) foi um político e marechal-de-campo italiano.
Participou da conquista italiana na Líbia na primeira guerra mundial e posteriormente ganhou o comando da divisão motorizada italiana com a patente de major-general pelo sucesso na invasão da Etiópia. 
Na Segunda Guerra Mundial, Messe participou da Guerra greco-italiana e foi um dos comandantes da força expedicionária de seu país na Operação Barbarossa. Em 1943, recebeu o comando da divisão panzer de Rommel na África.
Após a capitulação italiana, Messe tornou-se chefe do estado-maior do exército real e em 1953 foi eleito senador democraticamente.

## Obras
- La guerra al fronte russo ISBN 8842533483
- La mia armata in Tunisia. Come finì la guerra in Africa ISBN 8842532568

## Honrarias
- Cruz de cavaleiro da cruz de ferro